# Friedhof Salbke

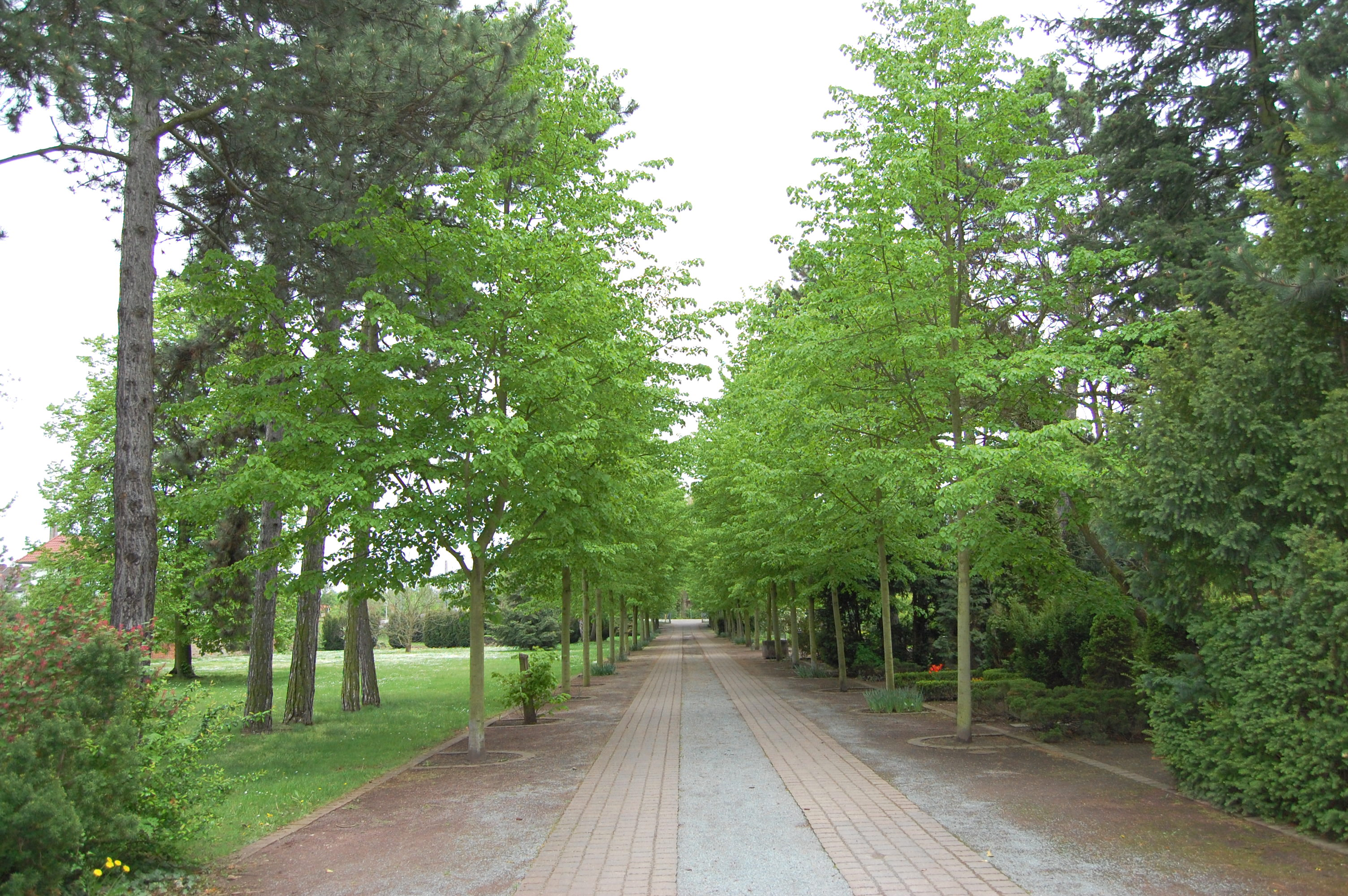
Hauptweg durch den Friedhof

Der Friedhof Salbke ist der kommunale Friedhof des Magdeburger Stadtteils Salbke.

## Lage
Der Friedhof erstreckt sich über 2,25 Hektar und liegt direkt westlich der Bahnstrecke Magdeburg–Leipzig südlich der Friedhofsstraße und nördlich der Blumenberger Straße. An der Westseite grenzt der Friedhof an die Quenstedter Straße.

## Geschichte
Ursprünglich lag der Friedhof der Gemeinde Salbke im Umfeld der Sankt-Gertraud-Kirche. Wohl um das Jahr 1905 wurde, angesichts der im Zuge der Industrialisierung stark angewachsenen Bevölkerungszahl, ein Friedhof westlich der ursprünglichen Ortslage angelegt. Er erstreckte sich ursprünglich auf der Südseite der Friedhofstraße, östlich und auch westlich der Bahnstrecke. Heute befindet sich der Friedhof ausschließlich westlich der Bahnstrecke und verläuft parallel zu dieser. Es entstand die später denkmalgeschützte Friedhofskapelle Salbke, die in den 1920er Jahren erweitert wurde. Auf dem Gebiet östlich der Bahnstrecke befanden sich Gräber von Kriegsgefangenen aus der Zeit des Ersten Weltkrieges. Die verstorbenen Gefangenen stammten überwiegend aus Frankreich und Belgien und arbeiteten bei Buckau-Wolf und Krupp-Gruson.
Auf dem Friedhof befand sich östlich der Friedhofskapelle eine im Jahr 1931 angelegte Gemeinschaftsgrabanlage für Opfer einer schweren Explosion vom 28. April 1931 auf dem Betriebsgelände von Fahlberg-List. Unter den zehn verstorbenen Betriebsangehörigen waren neun junge Frauen. Auf dem Salbker Friedhof wurden acht Opfer beigesetzt. Die Anlage war etwa 30 m² groß und von einer kleinen Hecke umgeben. Die Gräber waren jeweils mit einem Stein aus dunkelgrauen Granit versehen, auf dem sich in goldener Schrift die Namen und Daten befanden. Die Kosten übernahm Fahlberg-List. Nach Trauergottesdiensten in der evangelischen Sankt-Gertrauden und der katholischen Kirche St. Johannes Baptist zog ein langer Trauerzug zum Salbker Friedhof. In der evangelischen Kirche hatte Pfarrer Adolf Strewe den Trauergottesdienst gehalten. Auch die Pfarrer der benachbarten Gemeinden aus Westerhüsen und Fermersleben, wohl Albert Hosenthien und Otto Siebert sprachen der Gemeinde dort ihr Beileid aus. In der katholischen Kirche hielt Pfarrer Latta den Trauergottesdienst. Bei der Beisetzung sprach nach den Geistlichen für Fahlberg-List der Direktor Rasmussen sowie der Betriebsrat Schalk. In Vertretung für den Oberpräsidenten sprach Oberregierungsrat Rintelen. Seitens der Stadt Magdeburg sprach Stadtrat Klewitz. In den 1990er Jahren wurde diese Grabanlage eingeebnet.
Das Friedhofsgelände östlich der Bahnstrecke wurde in der Zeit der DDR aufgegeben. An dieser Stelle entstand die Sporthalle der Salbker Schule. Die Sporthalle wurde am 1. Juni 1990, dem Kindertag eingeweiht. Zuvor waren die dort aus der Zeit des Ersten Weltkrieges beigesetzten französischen und belgischen Kriegsgefangenen umgebettet worden.
Trotz Protesten aus der Salbker Bevölkerung wurde die Friedhofskapelle 2009 wegen Baufälligkeit abgerissen. Die Errichtung eines Neubaus erfolgte seit dem Jahr 2010. Die Eröffnung fand am 9. November 2011 statt.
Auf dem Friedhof befinden sich Reihengrab- und Wahlgrabstätten für Erdbestattungen und Urnenbeisetzungen.